# Oscar Sánchez
Oscar Sánchez (Machagai, Chaco, Argentina; 23 de mayo de 1972) es un piloto argentino de automovilismo. Reconocido a nivel nacional por sus participaciones en el Turismo Carretera y en el TC Pista, fue campeón en el año 2005 de la categoría Turismo 4000 Argentino, la cual es fiscalizada por la Comisión  Deportiva de Automovilismo del Automóvil Club Argentino. Se inició compitiendo en las categorías zonales de su provincia, siendo tetracampeón de la Clase “D” del Zonal chaqueño. En el mismo año que obtuvo su 4.º título, se coronó campeón en la categoría TC 4000 del NEA, lo que lo catapultó a nivel nacional. Compitió en el Turismo 4000 Argentino, proclamándose campeón en el año 2005 y ascendiendo al año siguiente al TC Pista. En el año 2009, consiguió el ascenso al Turismo Carretera, habiendo recibido su correspondiente habilitación en el año 2008 por haber finalizado séptimo en el TC Pista y favorecido por haber ganado una competencia ese mismo año. 
En el año 2010, debutó en el Turismo Carretera, donde compitió a bordo de un Chevrolet Chevy y finalizando entre los primeros 50 pilotos de la especialidad.
En el año 2011, debutó en la categoría Top Race, donde compitió en las divisionales Top Race Series entre 2012 y 2014, y TRV6 en las temporadas 2011 y del 2015 a 2017.
Luego haber tenido un muy mal inicio de temporada dentro de la Top Race en el año 2017, tras su quinta presentación en esta categoría decidió cambiar nuevamente de rumbo, anunciando su regreso a la divisional TC Pista donde redebutó al comando de un Dodge Cherokee atendido por el equipo de Ramiro Galarza.

## Biografía

### Inicios en zonales
Nacido en la localidad de Machagay, una ciudad del interior de la Provincia del Chaco reconocida por tener un gran número de aficionados al automovilismo, Oscar Sánchez había iniciado su carrera desde muy joven, debutando en el año 1999 en la denominada Clase "D" del Zonal Chaqueño. Allí, debutó a bordo de un Chevrolet Chevy, marca con la cual se identificaría por el resto de su carrera deportiva. 
En el año 2000, obtuvo el primero de los que serían sus cuatro coronas consecutivas en la Clase "D" del Zonal. Este tipo de carreras, eran realizadas en circuitos de tierra del interior de la Provincia. Con la creación de la Asociación de Pilotos de Automóviles de Competición (APAC), a mediados de la década del 2000, Sánchez comenzó a transitar su carrera por vía asfáltica, compitiendo en el TC 4000 del NEA, categoría que se disputaba exclusivamente en el Autódromo Santiago Yaco Guarnieri de la Ciudad de Resistencia. En esta categoría, "Zapallito" consiguió obtener el subcampeonato en el año 2002, siempre a bordo de su Coupé Chevy.
El año 2003, fue uno de los mejores años de este piloto chaqueño, ya que esa misma temporada consiguió hilvanar la Doble Corona del Zonal y el TC 4000, obteniendo de esta forma su cuarto título consecutivo en la primera categoría y el primero en la categoría regenteada por APAC. Este título, terminó dándole la posibilidad de competir a nivel nacional, desembarcando en el Turismo 4000 Argentino, en el año 2004.

### Turismo 4000 Argentino. Campeón 2005
En el año 2004 debuta en el Turismo 4000 Argentino, compitiendo al comando de un Chevrolet Chevy, con el que realiza sus primeros pasos a nivel nacional. A pesar de no conseguir triunfos, se destacó por su regularidad a lo largo del año, subiendo al podio en reiteradas oportunidades, lo que le valió cerrar el campeonato en la tercera colocación. En 2005 consigue instalarse a nivel nacional, al proclamarse como Campeón Argentino del Turismo 4000, obteniendo el título a bordo de su Chevrolet Chevy, y consiguiendo el ascenso para competir en el TC Pista, la segunda división del Turismo Carretera. Este título, llegó en un año especial para los fanáticos chaqueños del automovilismo, ya que esa misma temporada, el piloto Juan Manuel Silva, máximo referente del automovilismo chaqueño, se proclamó campeón de Turismo Carretera, la máxima categoría del automovilismo argentino. A estos títulos de Sánchez y Silva, se les sumó el de Alejandro Frangioli en el Turismo Internacional. 
A pesar de haber obtenido el título y su posterior ascenso al TC Pista, Sánchez volvería al Turismo 4000 para disputar las dos últimas fechas de la temporada 2006, teniendo además la posibilidad de exhibir el número "1" en sus laterales.

### TC Pista
Debutó en el TC Pista en el año 2006 a bordo de un Chevrolet, atendido por el mismo equipo comandado por Emilio Budano en el chasis y Daniel Berra en los motores. En esta categoría, llegó a obtener una victoria el 3 de agosto de 2008 en el Autódromo Parque Ciudad de Río Cuarto, finalizando ese año en el séptimo lugar del torneo. Esta victoria finalmente sirvió como antecedente valedero que le terminaría otorgando el ascenso al Turismo Carretera, sin embargo desistiría de participar para sumar un año más de experiencia en TC Pista. Luego de haber competido en 2006, 2007 y 2008 a bordo de su Chevrolet, Sánchez decidió encarar el año 2009 a bordo de un Torino Cherokee. El cambio de modelo, le permitió acercarse a los puestos de vanguardia, pero sobre el final del campeonato, su rendimiento comenzó a caer. Fue así que decidió volver a su Chevy, con el cual finalmente cerraría el año en la 17° posición, sin embargo su pase al TC otorgado en 2008 continuaba en pie, por lo que finalmente haría uso de esa opción, siendo preparado su gran debut en la máxima divisional argentina de automovilismo.

### Ascenso al Turismo Carretera
Finalmente en el año 2010, Oscar Sánchez debutó en la máxima categoría del automovilismo argentino: El Turismo Carretera. A bordo de un Chevrolet Chevy que fuera propiedad de José Luis Di Palma y con la atención de Alberto Canapino en el chasis y Emilio Fernández en el motor. Esta temporada sería su única participación dentro de esta categoría, ya que tras una temporada bastante irregular en la que primaron malos resultados e inconvenientes económicos, anunciaría su alejamiento al finalizar el torneo, luego de cerrar el campeonato en la 43.ª posición, con solo 19 puntos y 14 presentaciones.

### Top Race
Para el año 2011, Sánchez decidió cambiar de aires, dejando de lado el Turismo Carretera y desembarcando en el Top Race V6, donde compitió en el equipo Canapino Sports, cambiando también de marca, al pasar a competir con Ford tras estar casi diez años representando a Chevrolet en el automovilismo nacional. A bordo primeramente de un Ford Mondeo II y más tarde con un Ford Mondeo III, Sánchez terminaría cerrando el año en la 25ª posición con 20 unidades.
En el año 2012 y con la conformación de la nueva divisional mayor del TRV6, Sánchez se mantiene en la categoría redenominada Top Race Series V6, siéndole confiado el Mercedes-Benz Clase C que sucesivamente usaran el año anterior sus excompañeros Mariano Acebal y Ricardo Risatti III. En esta divisional, Sánchez compitió hasta la temporada 2014, pasando en 2013 a formar parte del equipo Guidi Competición, con el cual obtuvo sus dos primeras victorias al comando de un Volkswagen Passat V el 28 de julio de 2013 en el Circuito de Potrero de los Funes y el 18 de agosto de 2013 en el Autódromo Provincia de La Pampa.
Tras estas dos incursiones, en el año 2015 volvería a subir al TRV6 formando parte de la misma estructura que a mediados de la temporada anterior pasó a denominarse Octanos Competición. En esta temporada compitió sobre un Volkswagen Passat CC al cual identificó con el número 11, sin resultados de relevancia. En 2016 anunció su desvinculación del Octanos, pasando a formar parte del GT Racing, equipo en el que volvería a competir con la marca Chevrolet, al subirse a un Chevrolet Cruze I. La temporada no diferiría mucho de lo que fue la anterior, teniendo nuevamente una baja producción y sin completar las 12 fechas del campeonato. Además de su participación en el Top Race, en esta temporada recibiría una invitación especial, por parte de la dirigencia del Campeonato Argentino de Rally Cross Country (CARCC), con motivo del desarrollo de la prueba denominada "Desafío Impenetrable", corrida en el territorio de su Provincia del Chaco natal. En esta categoría, Sánchez hizo su presentación al comando de una camioneta Toyota Hilux.
Para el año 2017, Sánchez aseguró su continuidad dentro del Top Race V6 a la vez de anunciar su incorporación dentro del equipo Azar Motorsport, donde compitió al comando de un Mercedes-Benz C-204. Sin embargo, tras cinco presentaciones en las cuales no sumó un solo punto (teniendo su punto conflictivo en la cuarta fecha, donde tras una doble jornada corrida en su provincia natal, no consiguió salir de los últimos puestos), Sánchez terminó anunciando su salida de la categoría tras romper su vínculo con el Azar Motorsport. A pesar de ello, rápidamente consiguió dar continuidad a su carrera deportiva, al anunciar su incorporación al equipo Galarza Racing de la divisional TC Pista, concretando de esa forma su regreso a esta categoría compitiendo al comando de un Dodge Cherokee.

## Trayectoria
| Año  | Categoría                         | Marca                |
| ---- | --------------------------------- | -------------------- |
| 1999 | Clase "D" Zonal Chaqueño          | Chevrolet Chevy      |
| 2000 | Campeón Clase "D" Zonal Chaqueño  | Chevrolet Chevy      |
| 2001 | Campeón Clase "D" Zonal Chaqueño  | Chevrolet Chevy      |
| 2001 | TC 4000 del NEA                   | Chevrolet Chevy      |
| 2002 | Campeón Clase "D" Zonal Chaqueño  | Chevrolet Chevy      |
| 2002 | Subcampeón TC 4000 del NEA        | Chevrolet Chevy      |
| 2003 | Campeón Clase "D" Zonal Chaqueño  | Chevrolet Chevy      |
| 2003 | Campeón TC 4000 del NEA           | Chevrolet Chevy      |
| 2004 | Debut en Turismo 4000 Argentino   | Chevrolet Chevy      |
| 2005 | Campeón de Turismo 4000 Argentino | Chevrolet Chevy      |
| 2006 | Debut en TC Pista                 | Chevrolet Chevy      |
| 2006 | Turismo 4000 Argentino            | Chevrolet Chevy      |
| 2007 | TC Pista                          | Chevrolet Chevy      |
| 2008 | TC Pista                          | Chevrolet Chevy      |
| 2009 | TC Pista                          | Torino Cherokee      |
| 2009 | TC Pista                          | Chevrolet Chevy      |
| 2010 | Debut en Turismo Carretera        | Chevrolet Chevy      |
| 2011 | Debut en Top Race V6              | Ford Mondeo II       |
| 2011 | Debut en Top Race V6              | Ford Mondeo III      |
| 2012 | Debut en Top Race Series V6       | Mercedes-Benz C-203  |
| 2013 | Top Race Series V6                | Volkswagen Passat V  |
| 2014 | Top Race Series V6                | Fiat Linea           |
| 2014 | Top Race Series V6                | Chevrolet Cruze      |
| 2015 | Top Race V6                       | Volkswagen Passat CC |
| 2016 | Top Race V6                       | Chevrolet Cruze I    |
| 2016 | CARCC, 1 fecha                    | Toyota Hilux         |
| 2017 | Top Race V6, 5 carreras           | Mercedes-Benz C-204  |
| 2017 | TC Pista                          | Dodge Cherokee       |
| 2017 | TC Pista                          | Ford Falcon          |
| 2018 | TC Pista                          | Ford Falcon          |
| 2019 | TC Pista                          | Torino Cherokee      |
| 2019 | TC Pista                          | Chevrolet Chevy      |
| 2020 | TC Pick Up                        | Ford Ranger          |
| 2021 | Top Race Series                   | Fiat Cronos Series   |

### Trayectoria Nacional
| Temporada | Categoría                    | Equipo                | Coche                  | Carreras | Victorias | Podios | Poles | VR | Puntos      | Pos.        |
| --------- | ---------------------------- | --------------------- | ---------------------- | -------- | --------- | ------ | ----- | -- | ----------- | ----------- |
| 2004      | Turismo 4000 Argentino       | Budano Competición    | Chevrolet Chevy        | 11       | 0         | 1      |       |    | 110.00      | 3º          |
| 2005      | Turismo 4000 Argentino       | Budano Competición    | Chevrolet Chevy        | 12       | 1         | 2      |       |    | 167.00      | 1º          |
| 2006      | TC Pista                     | Budano Competición    | Chevrolet Chevy        | 14       | 0         | 1      | 0     | 1  | 73.00       | 18º         |
| 2006      | Turismo 4000 Argentino       | Budano Competición    | Chevrolet Chevy        | 1        | 1         | 0      | 0     | 0  | 0           | Inv.        |
| 2007      | TC Pista                     | Budano Competición    | Chevrolet Chevy        | 16       | 0         | 2      | 0     | 2  | 118.50      | 10º         |
| 2008      | TC Pista                     | Zapallito Competición | Chevrolet Chevy        | 13       | 1         | 5      | 0     | 1  | 143.00      | 7º          |
| 2009      | TC Pista                     | Micheli Competición   | Torino Cherokee        | 5        | 0         | 0      | 0     | 0  | 97.50       | 17º         |
| 2009      | TC Pista                     | Sportteam             | Torino Cherokee        | 4        | 0         | 0      | 0     | 0  | 97.50       | 17º         |
| 2009      | TC Pista                     | Emilio Satriano Sport | Chevrolet Chevy        | 4        | 0         | 0      | 0     | 0  | 97.50       | 17º         |
| 2010      | Turismo Carretera            | CS Racing             | Chevrolet Chevy        | 11       | 0         | 0      | 0     | 0  | 19.00       | 43º         |
| 2010      | TC 4000 Standard Santafesino | Fernando Villa        | Ford Falcon            | 1        | 0         | 0      | 0     | 0  | 0.00        | Inv.        |
| 2011      | Top Race V6                  | Canapino Sport        | Ford Mondeo II         | 5        | 0         | 0      | 0     | 0  | 20.00       | 25º         |
| 2011      | Top Race V6                  | Canapino Sport        | Ford Mondeo III        | 8        | 0         | 0      | 0     | 0  | 20.00       | 25º         |
| 2012      | Top Race Series              | Canapino Sport        | Mercedes-Benz C-203    | 8        | 1         | 1      | 0     | 1  | 76.00       | 11º         |
| 2013      | Top Race Series              | Guidi Competición     | Volkswagen Passat B5   | 8        | 2         | 2      | 0     | 2  | 127.00      | 4º          |
| 2013      | Torneo de Invitados de TCM   | Fancio Competición    | Chevrolet Chevy        | 1        | 0         | 0      | 0     | 0  | 11.50       | 34º         |
| 2013      | TC 4000 Standard Santafesino | Fernando Villa        | Ford Falcon            | 1        | 1         | 0      | 0     | 0  | 0.00        | Inv.        |
| 2014      | Top Race Series              | Guidi Competición     | Fiat Linea Series      | 4        | 0         | 1      | 0     | 0  | 250.00      | 4º          |
| 2014      | Top Race Series              | Octanos Competición   | Fiat Linea Series      | 5        | 0         | 0      | 0     | 0  | 250.00      | 4º          |
| 2014      | Top Race Series              | Octanos Competición   | Chevrolet Cruze Series | 3        | 0         | 1      | 0     | 0  | 250.00      | 4º          |
| 2015      | Top Race V6                  | Octanos Competición   | Volkswagen Passat CC   | 17       | 0         | 0      | 0     | 0  | 57.00       | 20º         |
| 2016      | Top Race V6                  | GT Racing             | Chevrolet Cruze I      | 14       | 0         | 0      | 0     | 0  | 17.00       | 19º         |
| 2017      | Top Race V6                  | Azar Motorsport       | Mercedes-Benz C-204    | 5        | 0         | 0      | 0     | 0  | 0.00        | 28º         |
| 2017      | TC Pista                     | Galarza Racing        | Dodge Cherokee         | 8        | 0         | 0      | 0     | 0  | 158.75      | 25º         |
| 2017      | TC Pista                     | A&P Competición       | Ford Falcon            | 3        | 0         | 0      | 0     | 0  | 158.75      | 25º         |
| 2018      | TC Pista                     | A&P Competición       | Ford Falcon            | 15       | 0         | 0      | 0     | 1  | 409.00      | 9º          |
| 2018      | Buenos Aires 1000 de TC      | CM Sport              | Ford Falcon            | 1        | 0         | 0      | 0     | 0  | 0.00        | Inv.        |
| 2019      | TC Pista                     | Sprint Racing         | Torino Cherokee        | 4        | 0         | 0      | 0     | 0  | 131.50      | 27º         |
| 2019      | TC Pista                     | Impiombato Motorsport | Chevrolet Chevy        | 3        | 0         | 0      | 0     | 0  | 131.50      | 27º         |
| 2020      | TC Pick Up                   | Coiro Dole Racing     | Ford Ranger            | 4        | 0         | 0      | 0     | 0  | 54.00       | 23º         |
| 2021      | Top Race Series              | Octanos Competición   | Fiat Cronos Series     | 9        | 1         | 4      | 2     | 3  | 122 (126)   | 5.º         |
| 2021      | Copa Master TR Series        | Octanos Competición   | Fiat Cronos Series     | 9        | 5         | 8      | -     | -  | 82          | 1º          |
| 2022      | Top Race Series              | Octanos Competición   | Fiat Cronos Series     |          |           |        |       |    | Por definir | Por definir |
| 2022      | Copa Master TR Series        | Octanos Competición   | Fiat Cronos Series     |          |           |        |       |    | Por definir | Por definir |
| Fuente:   |                              |                       |                        |          |           |        |       |    |             |             |

## Resultados

### Top Race
| Temporada | Categoría       | Vehículo               | Equipo              | Posición final     |
| --------- | --------------- | ---------------------- | ------------------- | ------------------ |
| 2011      | Top Race V6     | Ford Mondeo II         | Canapino Sport      | 25º (20.00 puntos) |
| 2011      | Top Race V6     | Ford Mondeo III        | Canapino Sport      | 25º (20.00 puntos) |
| 2012      | Top Race Series | Mercedes-Benz C-203    | Canapino Sport      | 11º (76.00 puntos) |
| 2013      | Top Race Series | Volkswagen Passat B5   | Guidi Competición   | 4º (127.00 puntos) |
| 2014      | Top Race Series | Fiat Linea Series      | Guidi Competición   | 4º (250.00 puntos) |
| 2014      | Top Race Series | Chevrolet Cruze Series | Octanos Competición | 4º (250.00 puntos) |
| 2015      | Top Race V6     | Volkswagen Passat CC   | Octanos Competición | 20º (57.00 puntos) |
| 2016      | Top Race V6     | Chevrolet Cruze I      | GT Racing           | 19º (17.00 puntos) |
| 2017      | Top Race V6     | Mercedes-Benz C-204    | Azar Motorsport     | 28º (0.00 puntos)  |
| 2021      | Top Race Series | Fiat Cronos Series     | Octanos Competición | 5º (122.00 puntos) |
| 2022      | Top Race Series | Fiat Cronos Series     | Octanos Competición | En disputa         |

## Palmarés
| Título  | Categoría                      | Automóvil          | Año  |
| ------- | ------------------------------ | ------------------ | ---- |
| Campeón | Turismo 4000 Argentino         | Chevrolet Chevy    | 2005 |
| Campeón | Copa Master de Top Race Series | Fiat Cronos Series | 2021 |

### Otras distinciones
| Título     | Categoría                 | Automóvil       | Año  |
| ---------- | ------------------------- | --------------- | ---- |
| Campeón    | Zonal Chaqueño, Clase "D" | Chevrolet Chevy | 2000 |
| Campeón    | Zonal Chaqueño, Clase "D" | Chevrolet Chevy | 2001 |
| Campeón    | Zonal Chaqueño, Clase "D" | Chevrolet Chevy | 2002 |
| Subcampeón | TC 4000 del NEA           | Chevrolet Chevy | 2002 |
| Campeón    | Zonal Chaqueño, Clase "D" | Chevrolet Chevy | 2003 |
| Campeón    | TC 4000 del NEA           | Chevrolet Chevy | 2003 |